# Кинельский (Оренбургская область)
Кине́льский — посёлок в Матвеевском районе Оренбургской области России. Административный центр Кинельского сельсовета.

## История
В 1959 году указом Президиума Верховного Совета РСФСР посёлок центральной усадьбы совхоза «Матвеевский» переименован в Кинельский.

## Население
| 2010 |
| ---- |
| 869  |

## Улицы
| - пер. Банный, - ул. Берёзовая, - ул. Больничная, - ул. Дачная, - ул. Молодёжная, | - ул. Парковая, - ул. Первомайская, - пер. Речной, - ул. Совхозная, - ул. Школьная. |